# With Love and Squalor
Albums de We Are Scientists
"The Great Escape"
(2005) Crap Attack
(2006)
With Love and Squalor est le premier album du groupe We Are Scientists paru sous un label (Virgin Records). Sorti au Royaume-Uni en 2005, il y a atteint la 43e place dans les charts, et a obtenu la certification Gold en 2006. Le titre de l'album provient du nom d'une nouvelle de J. D. Salinger, appelée For Esme - With Love and Squalor.
De la même manière que la couverture présente une photographie affichant des chatons, le livret de l'album contient uniquement des photographies de chats. Pour la promotion de l'album, ces clichés servaient de faux argument de vente, prétendant ainsi prendre les gens par les sentiments.

## Liste des morceaux
| No  | Titre                        | Durée |
| --- | ---------------------------- | ----- |
| 1.  | Nobody Move, Nobody Get Hurt | 3:12  |
| 2.  | This Scene Is Dead           | 3:43  |
| 3.  | Inaction                     | 2:32  |
| 4.  | Can't Lose                   | 3:31  |
| 5.  | Callbacks                    | 2:02  |
| 6.  | Cash Cow                     | 2:35  |
| 7.  | It's a Hit                   | 3:26  |
| 8.  | The Great Escape             | 3:18  |
| 9.  | Textbook                     | 4:01  |
| 10. | Lousy Reputation             | 2:35  |
| 11. | Worth the Wait               | 2:43  |
| 12. | What's the Word              | 3:17  |